# Linia kolejowa 88 Mezőcsát – Nyékládháza
Linia kolejowa Mezőcsát – Nyékládháza – linia kolejowa na Węgrzech. Jest to linia jednotorowa, w całości niezelektryfikowana. Łączy Mezőcsát i Nyékládháza. 

## Historia
Linia została otwarta 4 listopada 1906 roku.